# Mirko Cannella
Mirko Cannella (Roma, 5 giugno 1992) è un attore teatrale e doppiatore italiano.

## Biografia
Figlio dell'assistente al doppiaggio Flavio Cannella, entra nel mondo del doppiaggio a 12 anni e, in seguito, si iscrive all'Accademia d'arte drammatica del Teatro Golden di Roma. Inizia così un percorso di formazione a tutto tondo, alternando il lavoro allo studio, insieme a registi quali Augusto Fornari, Luigi Russo, Fabrizio Nardi e Marco Simeoli. Nel giugno 2013, consegue il diploma dell'Accademia. Pochi giorni dopo debutta al Teatro Brancaccio di Roma con lo spettacolo con Enrico Montesano C'è qualche cosa in te..., che seguirà nella tournée italiana.
Nel 2012 fonda, insieme a Nicolò Innocenzi, Michele Iovane e Jey Libertino, il quartetto comico I Pezzi di Nerd, con i quali, nel 2016, debutta con lo spettacolo teatrale Ho adottato mio fratello.

## Doppiaggio

### Film
- Julio Peña Fernández in Dalla mia finestra, Dalla mia finestra: Al di là del mare, Dalla mia finestra: Guardando te
- Barry Keoghan in The Renegade, Gli spiriti dell'isola, Saltburn
- Miguel Herrán in Hasta el cielo, Prigione 77
- Lewis Pullman in 7 sconosciuti a El Royale, The Starling Girl
- Tye Sheridan in Città d'asfalto, The Order
- Miles Heizer in Nerve, Tuo, Simon
- Tony Revolori in Lowriders, Asteroid City
- Tom Glynn-Carney in Dunkirk, Il re
- Toby Regbo in Un giorno questo dolore ti sarà utile
- Brenton Thwaites in Maleficent
- Skylan Brooks in Darkest Minds
- Ezra Miller in Afterschool
- Logan Miller in Prima di domani
- Atticus Mitchell in Stonewall
- Dax Flame in 21 Jump Street
- Thomas Mann in Project X - Una festa che spacca
- Justin Kelly in Maps to the Stars
- Johnny Simmons in The Spirit
- Trevor Jackson in Superfly
- Jonathan Bailey in Testament of Youth
- Ben Rosenfield in Irrational Man, Mark, Mary & Some Other People
- Brett Dier in Ghost Storm
- Nick Robinson in Jurassic World
- Jack Cutmore Scott in Kingsman - Secret Service
- Robin Morrissey in Love Bite - Amore all'ultimo morso
- Preston Nyman in Mistero a Crooked House
- Dominic Sandoval in Battle of the Year - La vittoria è in ballo
- Simon A. Mendoza in New York Academy
- Max Pfeifer in Nel paese delle creature selvagge
- Max Topplin in Lo sguardo di Satana - Carrie
- Luke Carberry in The Karate Kid - La leggenda continua
- Christian Madsen in Divergent
- Austin Rogers in Come mangiare i vermi fritti
- Noah Crawford in The Killer Inside Me
- Jack Kilmer in The Nice Guys
- Patrick Hurd-Wood in Blood
- Troy Gentile in Hotel Bau
- Mike Roukis in Il dubbio
- Jake Church in I segreti di Brokeback Mountain
- Ritvik Tyagi in Mangia prega ama
- Mathias Melloul in Paulette
- Théo Sampaio in Lo scafandro e la farfalla
- Ilian Bergala in La famiglia Bélier, Un sacchetto di biglie
- Haim Fridman in L'anno in cui i miei genitori andarono in vacanza
- Samy Seghir in Big City
- Agustín Silva in Affetti & dispetti
- Juan Santiago Linari in Storie pazzesche
- James Rolleston in The Dead Lands - La vendetta del guerriero
- Pyotr Skvortsov in Parola di Dio
- Mehmet Aras in Un salto verso la libertà
- Yassine Douighi in I miei giorni più belli
- Djoumé Koné in A testa alta
- Jimmy Wong in Mulan
- Froy Gutierrez in Hocus Pocus 2
- Arthur Hakalahti in Lupo vichingo
- Marius Blondeau in Testimone misterioso
- Jakub Czachor in Le onde dell'amore
- Gabriel Basso in Elegia americana
- Pearce Joza in Zombies 2, Zombies 3
- William Lodder in Go-Kart
- Lukasz Szczepanowski in Napad - La rapina
- Samir Decazza in GTMAX
- Andrew Brodeur in Brothers

### Serie televisive
- Ezra Miller in Californication, Law & Order - Unità vittime speciali
- Miles Heizer in E.R. - Medici in prima linea, Cold Case - Delitti irrisolti
- John Karna in Modern Family, Chicago Fire, Scream
- Taylor John Smith in Hart of Dixie, Sharp Objects
- Leo Woodall in The White Lotus, One Day, Prime Target
- Trevor Jackson in Cold Case - Delitti irrisolti, Austin & Ally
- Michael Rainey Jr. in Power, Power Book II: Ghost
- Noah Crawford in My Name Is Earl, Coppia di re
- Miguel Herrán in La casa di carta, I Farad
- Manu Ríos in L'età dell'ira, Respira
- Jonny Gray in Max & Shred, Ride
- Noel Fisher in Shameless
- Dacre Montgomery in Stranger Things
- Cole Sprouse in Riverdale
- Emmet Toussaint in Lucifer
- Mason Dye in Teen Wolf
- Aidan Mitchell e Jeffrey Scaperrotta in Law & Order - Unità vittime speciali
- Jake Siciliano in The Affair - Una relazione pericolosa
- T.J. Brown Jr. in The Get Down
- Ashton Moio in Twisted
- Will Merrick in Skins
- Randall Bentley in Heroes
- Cameron Dallas in American Odyssey
- Roshon Fegan in Greenleaf
- Michael Scott in Zoo
- Taylor Lautner in My Own Worst Enemy
- Eugene Simon in Il Trono di Spade
- Jake Cannavale in Nurse Jackie - Terapia d'urto
- Bubba Lewis in The Inbetweeners - Quasi maturi
- Dennis & Kevin Aloia in I Soprano
- Ty Doran in American Crime
- Ian Colletti in Rake
- Kendall Ryan Sanders in Emma una strega da favola
- Kenton Duty in A tutto ritmo
- Aaron Albert in I'm in the Band
- Eduard Witzke in The Troop - Squadra antimostri
- Nate Hartley in The Goldbergs
- Emery Kelly in Alexa & Katie
- Jimmy Bellinger in Liv e Maddie
- Sterling Knight in Melissa & Joey
- Jordan Allen in Southland
- Sam Lerner in Sonny tra le stelle
- Ryan Heinke in Buona fortuna Charlie
- Michael Murphy in Life with Boys
- Jonathan Biggs in The Mentalist
- Spencer Daniels in Crash
- Casey J. Adler in A passo di danza
- Ty Wood in Project Mc², iZombie
- Tanner Richie in The Shield
- Jermaine Crawford in The Wire
- Brandon Hannan in I Soprano
- Jason Ralph in Madam Secretary
- Gavin Fink, Cesar Flores, T.J. Hall, Marc John Jefferies e Masam Holden in E.R. - Medici in prima linea
- Jascha Washington in Jack e Bobby
- Tyler Stentiford e Matthew Knight in Flashpoint
- Braeden Lemasters in Life
- Shawn Prince e Dylan Cash in Terminator: The Sarah Connor Chronicles
- Kendre Berry in Lincoln Heights - Ritorno a casa
- Tom Hudson in The Lodge
- Gabriel Basso e Alphonso McAuley in The Middle
- Nate Hartley in Jonas
- Calum Callaghan e Oliver Morris in Un genio sul divano
- George Sear in Le cronache di Evermoor
- Tyler Hendrickson in The King of Queens
- Creagen Dow in Zoey 101
- Nicklaus J. Koeppen in The O.C.
- Oliver Coopersmith in Lovesick
- Zac Vran in The Next Step
- Taylor Emerson in Amanda Show
- Benson Jack Anthony in 800 Words
- Chai Hansen in Mako Mermaids - Vita da tritone
- Alex Cooper in Ja'mie: Private School Girl
- Tommy Knight in Doctor Who
- Louis Payne in Wolfblood - Sangue di lupo
- Marese Hassani in H
- Sandro Lohmann e Joel Basman in Squadra Speciale Cobra 11
- Marius Fischer in Edel & Starck
- Willi Gerk, Niklas Garn, Maximilian Alber e Lukas Kieback in Hamburg Distretto 21
- Hugo Brunswick in Diane, uno sbirro in famiglia
- Ignacio Montes in Velvet Collection
- Álex Batllori e Julio Soler in Fisica o chimica
- Juan David Penagos in Once - Undici campioni
- Leïti Sène in Élite
- Ben Lewis in Arrow
- Will Sharpe in Giri / Haji - Dovere / Vergogna
- Simón Hempe in Intrecci del passato
- Carson Rowland in I Am Franky
- Jaboukie Young-White in Only Murders in the Building
- Park Solomon in Non siamo più vivi
- Lewis Pullman in Catch-22
- Laurie Davidson in Masters of the Air
- Kai Bradbury in Virgin River
- James Phoon in Bridgerton
- José Gimenez Zapiola in GO! Vivi a modo tuo

### Film d'animazione
- Brain in Arthur e il cucciolo scomparso
- T-Money in Zampa e la magia del Natale
- Ren in The Boy and the Beast
- Chuck in Palle di neve
- Haruki Shiga in Voglio mangiare il tuo pancreas
- Naomi Katagaki (adolescente) in Hello World
- Dende in Dragon Ball Super - Super Hero

### Serie animate
- Pitt in Pitt & Kantrop
- Kiriya in Pretty Cure
- Kenta Hoshino in Pretty Cure Splash Star
- Yuki Sawa in Fresh Pretty Cure!
- Telmo in Telmo e Tula
- Emir in Stellina
- Bo in Mamma Mirabelle
- Scimiwe in Inami
- Horace in Kick Chiapposky - Aspirante stuntman
- Susumu e Tsuyoshi Utada in Machine Robo Rescue
- Jack Wallside in Inazuma Eleven - La squadra delle meraviglie
- Kobushi Nigiri in Battle Spirits - Heroes
- Sakeru Yamaga in Live-On: scegli la tua carta!
- Ushio Tojo in Ragazze di successo
- Saphir in Pretty Guardian Sailor Moon Crystal
- Hibiki Lates in Fairy Tail
- Köinzell in Übel Blatt
- Sonic il Supersonico in One-Punch Man
- Bill in Beastars
- Eins in Goldrake U
- Mamoru Aikawa in High-Rise Invasion
- Loki in Record of Ragnarok
- Dave in Super ladri
- Michael Collins in La famiglia Proud: più forte e orgogliosa
- Alex in Mermaid Magic
- Hoffman in Leviathan

### Film TV e miniserie
- Lorn Macdonald in Neverland - La vera storia di Peter Pan
- Mitchell Hope in Descendants, Descendants 2, Descendants 3
- Austin Rogers in Ace Ventura 3
- Sonny Brown in Frankenstein
- James Edward Campbell in Fatal Desire
- Alexander Conti in Harriet the Spy: Blog Wars
- Nolan Willard in Kung Fu Killer
- Brando Eaton in TalhotBlond - Trappola virtuale
- Turgay Zum Felde in Alla scoperta del tesoro perduto
- Matthew Peart in Un amico al guinzaglio
- Carson Boatman in Ossessione senza fine
- Jules Sitruk in Il coraggio delle aquile
- Alan Andreé in Voces Inocentes
- Marcus Ardai-Blomberg in Everyone Loves Alice
- Keenan Tracey in Un'estate da ricordare
- Ryder Debreceni in Rust
- Dean Collins in Hoot
- Walter Bruno in High School Musical - La sfida (Argentina)
- Jorge Blanco in High School Musical - La sfida (Messico)
- Sonwabile Ngoma in Afrika Im Herzen
- Kwame Boateng in Not Easily Broken
- Benjamin Hartinger in La clinica tra i monti
- Darren McFadyen in Rosamunde Pilcher
- Tom Lass in Vulcano
- Lewis Pullman in L'ammutinamento del Caine - Corte marziale
- Kento Kaku in Like a Dragon: Yakuza
- Miguel Herrán in Rapina al Banco Central
- Gonçalo Almeida in Those About to Die
- Andrius Leonardo Soto in Cent’anni di solitudine

### Soap opera e telenovelas
- Alex Wyse in Beautiful
- Agustín Franzioni in Niní
- Ivan Paz in Incorreggibili!
- Guilherme Apollonio in Grachi
- Pablo Arias in Dance! La forza della passione
- Xabiani Ponce De León in Violetta
- Agustin Bernasconi in Soy Luna
- Tupac Larriera in Kally's Mashup

### Programmi televisivi
- MrBeast in Beast Games

### Videogiochi
- Arpalo in Assassin's Creed: Odyssey

## Premi
- 2015 - "Miglior voce maschile di un telefilm" al Festival nazionale del doppiaggio "Le voci del cinema" di Roma per Mickey in Shameless
- 2018 - "Premio eccellenza ambito artistico" per la rassegna teatrale di Ceriale (SV)
- 2019 - Premio Doppiaggio e Cultura per la rassegna "Federico Fellini e il Doppiaggio"

## Teatro
- Amleto contro la pantera rosa, regia di Augusto Fornari (2012)
- Vita da... Pezzi di nerd, regia di Emiliano Morana (2012)
- La mia vita non si sa mai, regia di Augusto Fornari (2012)
- C'è qualche cosa in te... con e di Enrico Montesano (2013)
- Sognando Dante cose. dei Pezzi di Nerd, regia di Luigi Russo (2014)
- Clinica Italia, dei Pezzi di Nerd, regia di Emiliano Morana (2015)
- L'insieme delle parti, regia di Piergiorgio Seidita (2015)
- Ho adottato mio fratello, dei Pezzi di Nerd (dal 2016)
- Una cena di troppo, regia di Lorenza Sacchetto (2016)
- Tutti contro tutti, regia di Federico Capranica e Roberto Croce (2016-2017)
- Genitori in affitto, dei Pezzi di Nerd e Pablo e Pedro, regia di Fabrizio Nardi (dal 2017)
- Se mi ricordo... ti sposo, dei Pezzi di Nerd, regia di Marco Simeoli (dal 2018)
- The show must go... Home, dei Pezzi di Nerd (2021)